# Eristoff
La Eristoff è una vodka georgiana, ideata nel 1806 per il principe Eristoff, da cui prende il nome.
A base di cereali, il procedimento di fabbricazione prevede una distillazione tripla e una filtrazione a carbone (tecnica in uso in Russia a partire dal XVIII secolo).
Il logo Eristoff, costituito da un lupo che ulula ad una falce di luna, rimanda al nome in lingua persiana della Georgia, ossia Virshan, "terra dei lupi". Ancora oggi la Georgia è la terra del lupo grigio, che fa parte da secoli della cultura e del folklore locale.

## Storia
La versione originale georgiana del nome russo Eristoff (o Eristov) era Eristavi (ერისთავი). Questo titolo significa "capo della nazione" o, più correttamente, "capo di una forza militare". Nel XIX secolo, cinque famiglie nobili, provenienti ciascuna da una zona differente della Georgia, portavano questo nome. Il principe Ivane Eristoff, che creò l'omonima vodka, proveniva dalla provincia nord-occidentale di Rach'a.
Un passaggio chiave nella storia della famiglia Eristoff e della sua vodka avvenne alla fine del secolo, quando il principe Alexander Costantine Eristoff, pronipote di Ivane, si spostò a San Pietroburgo, dove si diede alla carriera militare fino a raggiungere il grado di colonnello nella Guardia Imperiale.
Gli ultimi discendenti della famiglia furono il principe Nicolai Alexandrovich Eristoff (il cui nome appare sulle bottiglie di vodka), morto nel 1970, e sua sorella Olga, morta nel 1991. Nessuno dei due lasciò eredi.
Attualmente il marchio Eristoff è di proprietà del gruppo Bacardi.

## Varietà
Attualmente la vodka Eristoff è in commercio nelle seguenti varietà:
- Eristoff Vodka (gradazione alcolica: 37,5%)
- Eristoff Gold, al gusto di caramello (20%)
- Eristoff Red, con prugnolo e amarena (20%)
- Eristoff Black, con bacche (20%)
- Eristoff Limskaya, con Lime (20%)

Oltre alla vodka classica, esistono anche alcuni alcopop con gradazione alcolica 4%:
- Eristoff Ice (Vodka lemon)
- Eristoff Fire, al ginseng
- Eristoff Flash (Vodka orange)

## Campagna pubblicitaria
In riferimento alle origini di questa vodka, lo slogan per la campagna pubblicitaria è "Land of the wolf" (terra del lupo). La campagna pubblicitaria, che include uno spot di 60 secondi, si ispira alle leggende e al folklore riguardanti il lupo.